# دیو تروتیر
دیو تروتیر (انگلیسی: Dave Trottier; ۲۵ ژوئن ۱۹۰۶ – ۱۴ نوامبر ۱۹۵۶) بازیکن هاکی روی یخ اهل کانادا بود.
وی همچنین برندهٔ جوایزی همچون جام استنلی شده‌است.